# アルティキエーロ

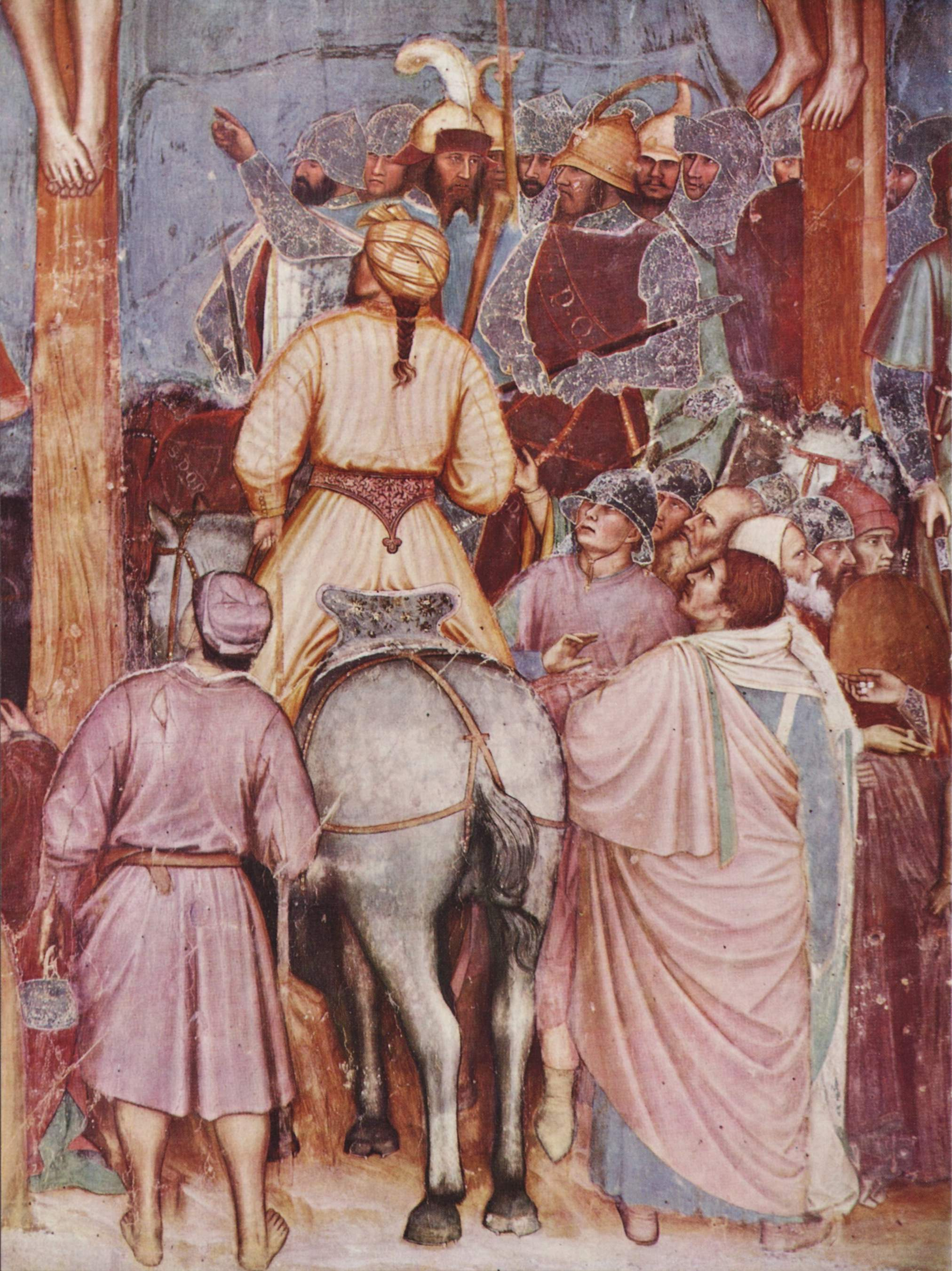
アルティキエーロ作 フレスコ画『キリスト磔刑』のディテール/パドヴァ、サンタントニオ大聖堂

アルティキエーロ・ダ・ゼーヴィオまたはアルディギエーリ・ダ・ゼーヴィオ（Altichiero da Zevio aka Aldighieri da Zevio, 1330年頃 - 1390年頃）はゴシック期のイタリアの画家。ジョットの弟子で、ヴェローネ派の創始者と言われている。主に、ヴェローナとパドヴァで仕事をした。アルティキエーロの作品で現存しているものは、ヴェローナのサンタナスタージア教会、パドヴァのサンタントニオ大聖堂とサン・ジョルジョ祈祷所にある。

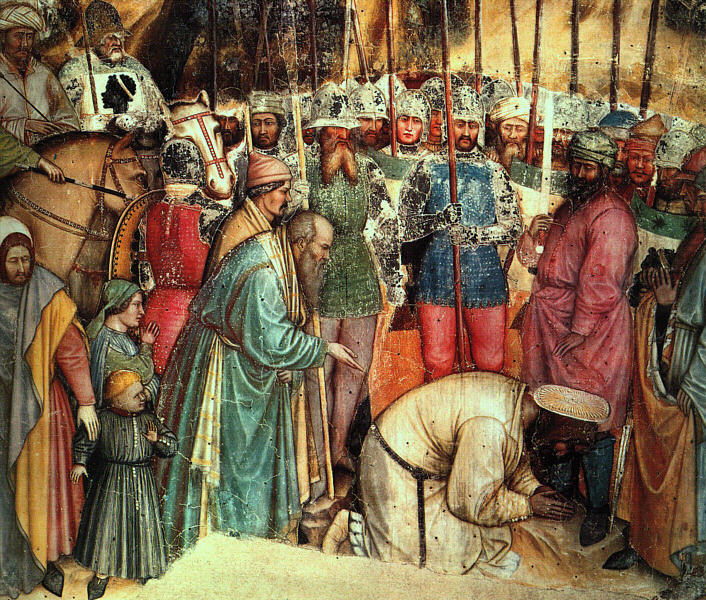
アルティキエーロ作 壁画『聖ゲオルギウスの打ち首』（1385年）のディテール/パドヴァ、サン・ジョルジョ祈祷所

アルティキエーロはおそらくゼーヴィオ近郊のどこかで生まれた。ヴェローナ王デラ・スカーラ家に仕え、やがて重要なメンバーの一人となった。1364年頃、Sala del Podestàのデラ・スカーラ宮殿で、フラウィウス・ヨセフスの『ユダヤ戦記』に基づく連作のフレスコ画を描いた。
パドヴァのサンタントニオ大聖堂にもアルティキエーロが描いたフレスコ画がある。
サン・ジョルジョ祈祷所の仕事は、これまではヤコポ・ダヴァンツィの仕事とされてきた。実際は二人の共同作業で、アルティキエーロは報酬として792ダカット（中世ヨーロッパの貨幣単位）受け取った。聖ヤコブ（大ヤコブ）の生涯を描いた最初の7枚は、アルティキエーロが描いたものである。